# Дармштадт, Герхард
Герхард Дармштадт (нем. Gerhart Darmstadt; род. 1952, Галле) — немецкий виолончелист.
Учился в Эссене, затем изучал исполнительство на исторических музыкальных инструментах в зальцбургском Моцартеуме у Николауса Арнонкура. Преподаёт в Гамбургской Высшей школе музыки и театра.
С 1990-х гг. Дармштадт активно концертирует как исполнитель на арпеджионе — своеобразном смычковом инструменте начала XIX века. Специально для него была изготовлена современная копия арпеджионе. Дармштадтом записан альбом музыки для арпеджионе, включающий знаменитую сонату Шуберта — единственное получившее известность сочинение, написанное специально для этого инструмента, а также переложения, выполненные первым арпеджионистом Винценцем Шустером и самим Дармштадтом.